# Hatebreed
Hatebreed és una banda estatunidenca de metalcore de Bridgeport formada el 1994. El grup va presentar el seu àlbum debut Satisfaction is the Death of Desire el 1997. La banda va signar amb Universal Records i va llançar Perseverance el 2002, el qual va entrar a la llista d'àlbums més venuts Billboard 200. La seua música combina elements de hardcore punk, heavy metal i beatdown hardcore.

## Història
Hatebreed es va formar l'any 1994 a Bridgeport, a l'estat de Connecticut. Va començar gravant una maqueta de tres cançons i venent-la a la seua ciutat. Aquestes tres cançons s'editarien posteriorment en un senzill compartit amb New York's Neglect el 1995. El va seguir l'aclamat EP Under the Knife publicat el 1996. L'any següent van publicar Satisfaction Is the Death of Desire amb Victory Records, el qual va arribar a vendre més còpies que qualsevol altre àlbum debut en la història de la discogràfica.
Les gires amb bandes nacionals de heavy metal com Slayer, Deftones, Entombed i Napalm Death van influir en la seva música i van cridar l'atenció de molts aficionats a la música no hardcoretes. Aquestes influències es van fer evidents en els dos següents treballs de la banda, Perseverance de 2002 i The Rise of Brutality de 2003.
Després del llançament de The Rise of Brutality, el grup va participar en la gira europea Unholy Alliance de 2004 amb Slayer, Slipknot i Mastodon. El juny de 2006, Hatebreed va fer una segona extensa gira europea que va incloure una actuació al Download Festival del Circuit de Donington Park. Immediatament després d'aquesta gira, van tocar a l'escenari principal de l'Ozzfest de 2006 al costat de Dragon Force, Lacuna Coil, Avenged Sevenfold, Disturbed i System of a Down.
El quart àlbum de la banda, Supremacy, es va publicar l'agost de 2006, el primer amb Roadrunner Records i amb el nou guitarrista Frank Novinec (que abans havia tocat amb Ringworm, Terror i Integrity). El 13 de setembre de 2006, l'antic guitarrista Lou Richards es va suïcidar als 35 anys. Havia participat al Satisfaction Is the Death of Desire de 1997 i havia deixat la banda el 2002.
Hatebreed va encapçalar la segona etapa de la gira de l'Ozzfest de 2007, i va actuar al festival Wacken Open Air de 2008 al costat d'Iron Maiden, Children of Bodom i Avantasia. L'abril de 2008, Hatebreed va signar un contracte amb Koch Records per al llançament d'un DVD en directe i un àlbum de versions titulat For the Lions,. El 2 de setembre van publicar el DVD en directe titulat Live Dominance amb l'aparició de Metallica, DRI, Crowbar i Cro-Mags. El cinquè àlbum d'estudi de Hatebreed, titulat Hatebreed, es va publicar el 29 de setembre de 2009. El mateix any va publicar For the Lions, un disc format per versions de cançons d'artistes que han influït en el desenvolupament de la banda.
Hatebreed va tocar al Vans Warped Tour de 2013 a Austràlia al costat de bandes com Parkway Drive, The Offspring i H2O, i al Warped Tour del Regne Unit amb Rise Against, Enter Shikari, Flogging Molly i The Wonder Years, entre d'altres.
El seu sisè àlbum d'estudi, The Divinity of Purpose, va ser llançat el 25 de gener de 2013 a Europa i el 29 de gener a Amèrica del Nord. Hatebreed va publicar el seu setè àlbum, The Concrete Confessional, el 13 de maig de 2016. També va participa al Vans Warped Tour de 2017 amb GWAR, Carnifex, Municipal Waste i Anti-Flag. El vuitè àlbum d'estudi de la banda, Weight of the False Self, es va publicar el 27 de novembre de 2020. L'estiu de 2021, Hatebreed, juntament amb Trivium, va fer de teloner per a Megadeth i Lamb of God al Metal Tour of the Year.
El desembre de 2004 Hatebreed va ser nominat a un premi Grammy a la millor interpretació de metal als 47è premis Grammy a Los Angeles per la cançó «Live for This» del seu àlbum The Rise of Brutality. Finalment, el premi es va lliurar a Motörhead per la seva versió de la cançó de Metallica «Whiplash» de l'àlbum Metallic Attack: The Ultimate Tribute.

## Estil musical i influències
Hatebreed ha estat un grup important per al desenvolupament del metalcore, barrejant influències del hardcore i el punk rock, així com subgèneres del heavy metal com el thrash metal i el groove metal, juntament amb altres bandes de l'escena metalcore de la dècada del 1990 com Earth Crisis, All Out War, Integrity i Converge. També estan influenciats pel crossover thrash. Jamey Jasta ha anomenat Hatebreed com «Celtic Frost hardcore».
Les influències d'Hatebreed inclouen bandes de metal i hardcore com Agnostic Front, Carcass, Entombed, Killing Time, Obituary, Sepultura, Sheer Terror i Slayer.

## Membres

Hatebreed al With Full Force de 2018
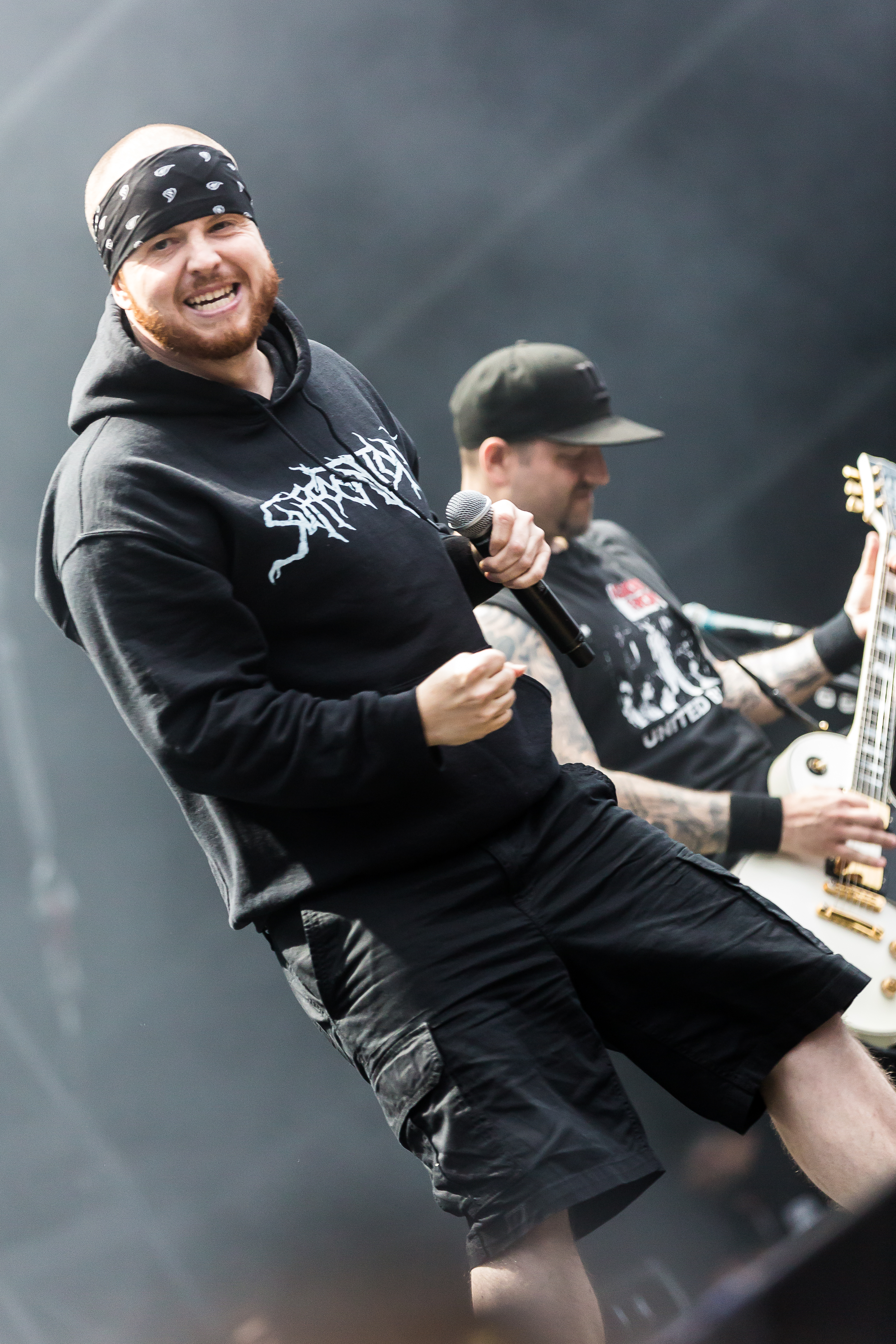
Jamey Jasta
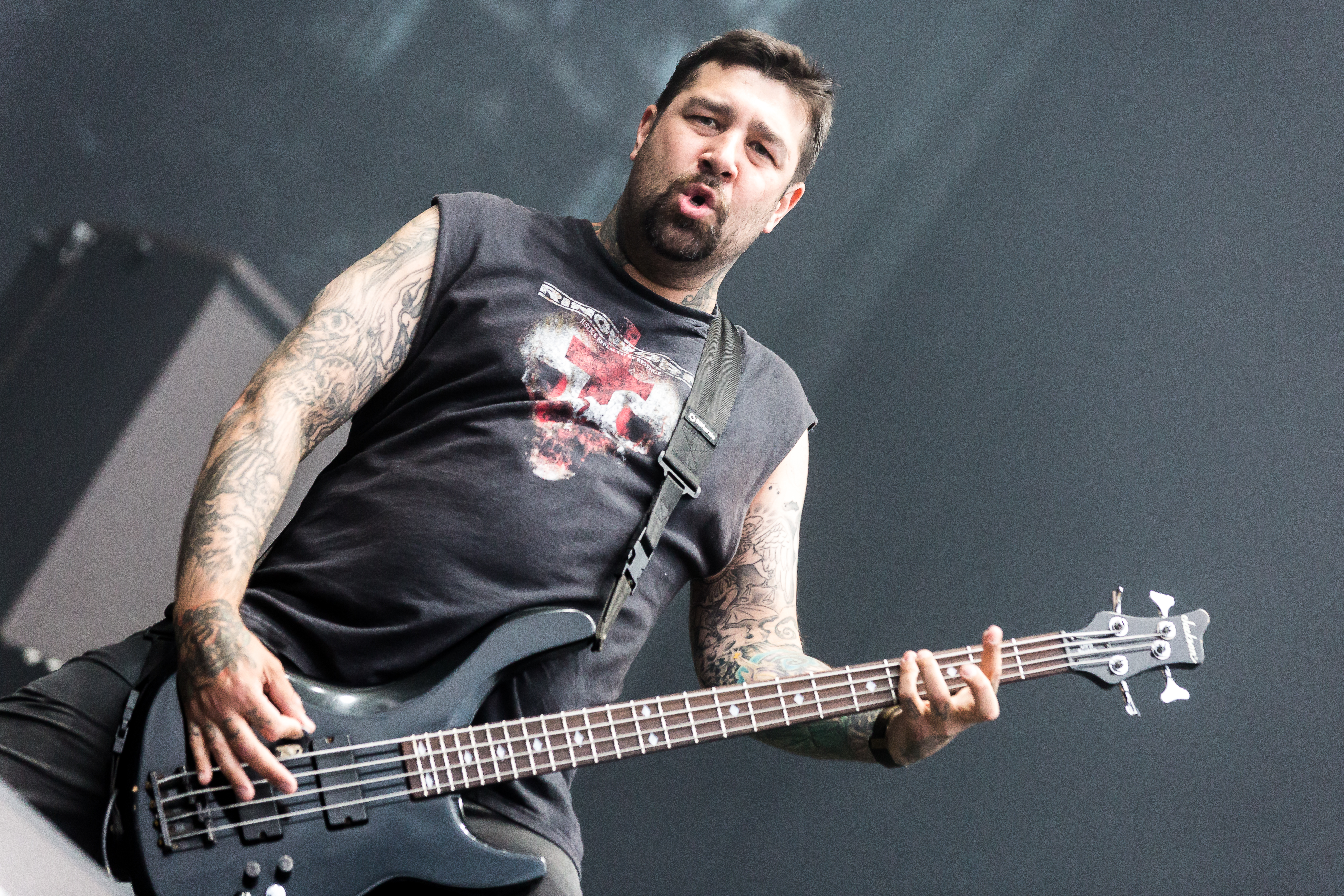
Chris Beattie
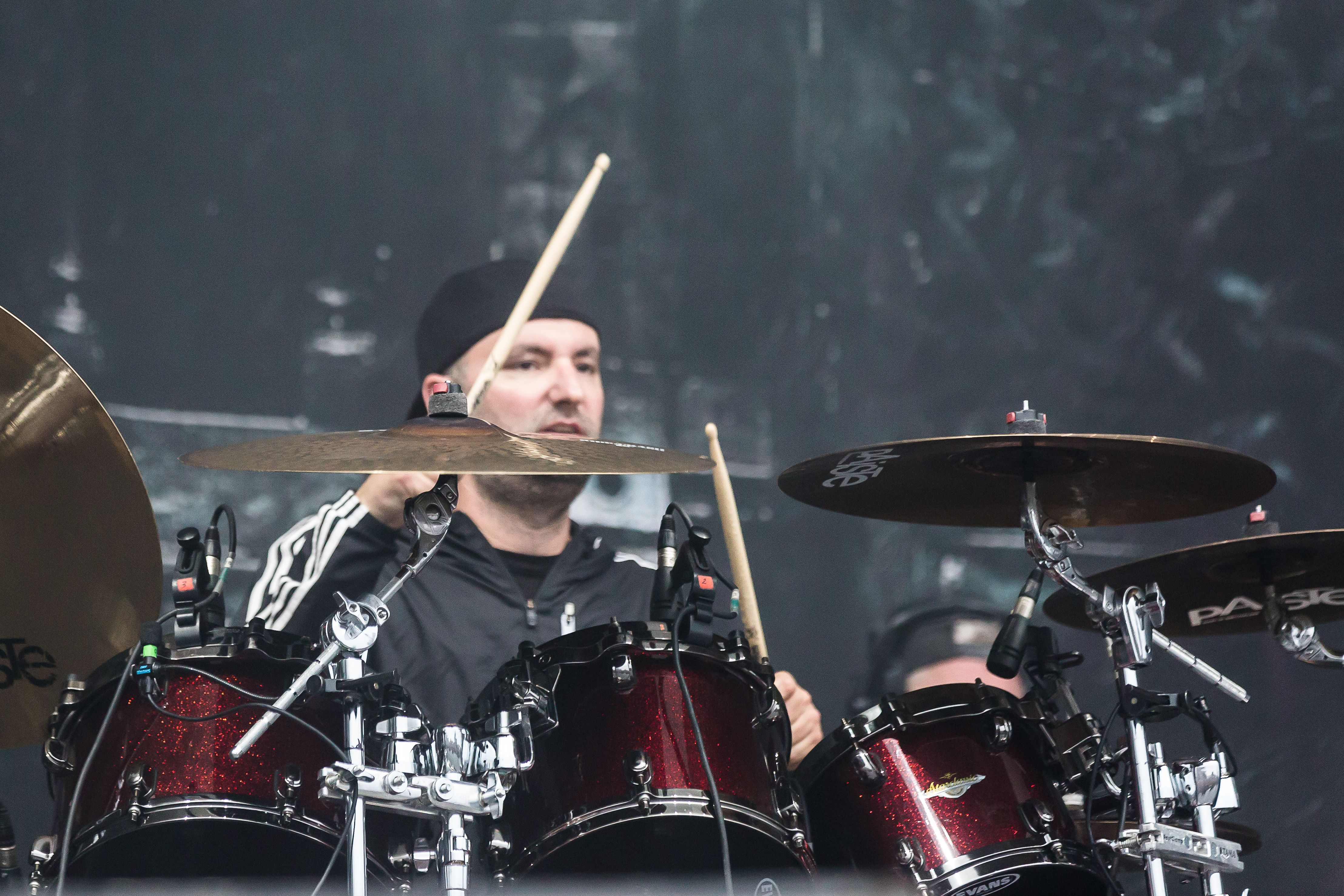
Matt Byrne
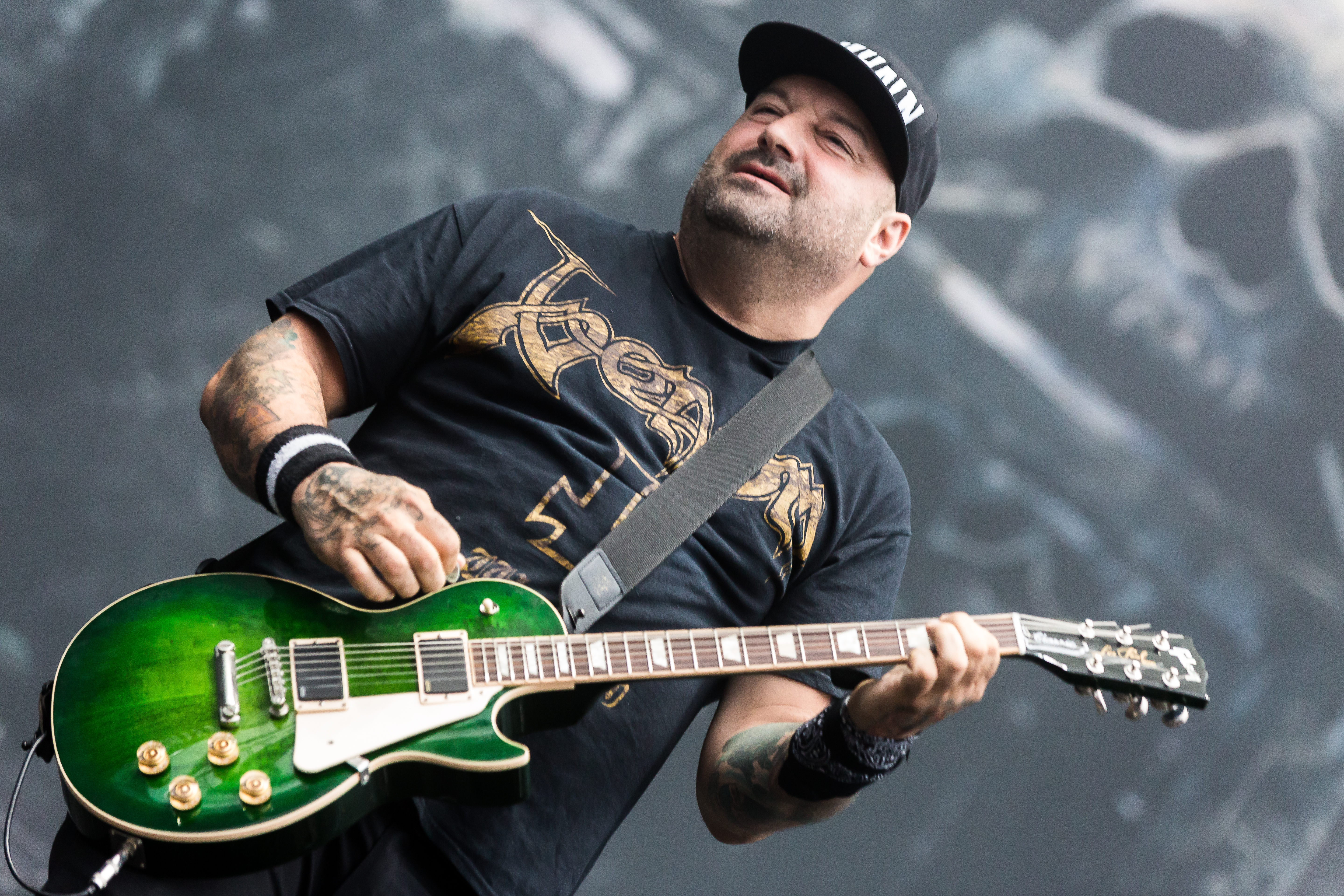
Frank Novinec
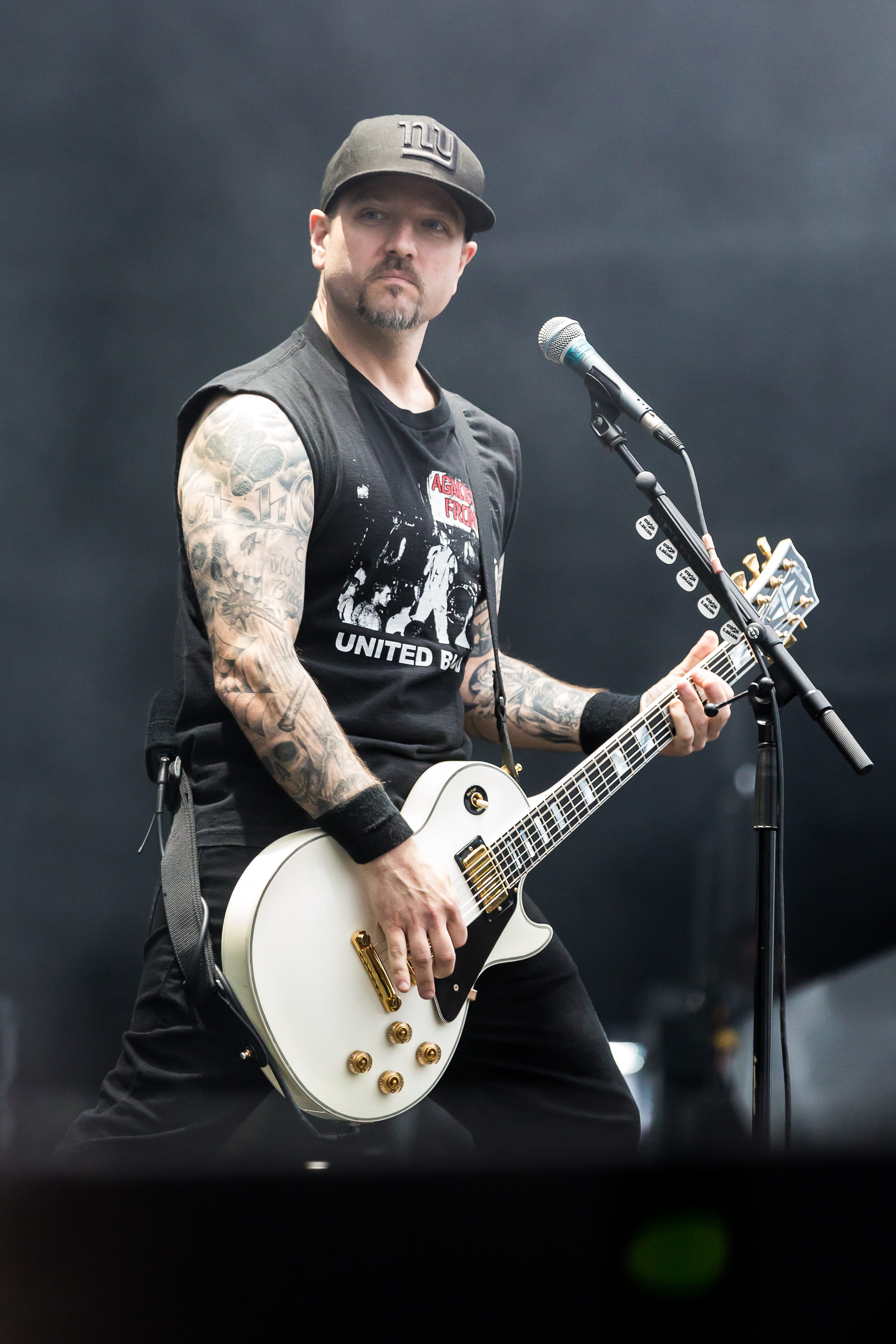
Wayne Lozinak

Cronologia

## Discografia

### Àlbums d'estudi
- Satisfaction Is the Death of Desire (1997)
- Perseverance (2002)
- The Rise of Brutality (2003)
- Supremacy (2006)
- Hatebreed (2009)
- The Divinity of Purpose (2013)
- The Concrete Confessional (2016)
- Weight of the False Self (2020)